# Seznam irskih kolesarjev
Seznam irskih kolesarjev.

## B
- Sam Bennett

## D
- Philip Deignan

## H
- Ben Healy

## K
- Sean Kelly
- Paul Kimmage

## M
- Dan Martin
- David McCann
- Dervla Murphy

## P
- Ciarán Power

## R
- Nicolas Roche
- Stephen Roche

## S
- Mark Scanlon